# 局所有限測度
数学の測度論の分野における局所有限測度（きょくしょゆうげんそくど、英: locally finite measure）とは、その測度空間のすべての点が測度有限な近傍を持つようなある測度のことを言う。

## 定義
(X, T) をあるハウスドルフ位相空間とし、Σ を X 上の σ-代数で位相 T を含むようなものとする（したがってすべての開集合は可測集合であり、Σ は少なくとも X 上のボレル σ-代数と同程度良質なものである）。Σ 上で定義されるある測度／符号付測度／複素測度 μ が局所有限であるとは、空間 X のすべての点 p に対して、μ-測度が有限となるようなある開近傍 Np が存在することを言う。
より簡潔に記号で表現すると、μ が局所有限であるとは
{\displaystyle \forall p\in X,\exists N_{p}\in T{\mbox{ s.t. }}p\in N_{p}{\mbox{ and }}\left|\mu (N_{p})\right|<+\infty }
が成立することを言う。

## 例
1. X 上の任意の確率測度は局所有限である。なぜならばそれは単位測度を全空間に割り当てるからである。同様に、有限測度を全空間に割り当てるような任意の測度は局所有限である。
2. ユークリッド空間上のルベーグ測度は局所有限である。
3. 定義より、任意のラドン測度は局所有限である。
4. 数え上げ測度はしばしば局所有限であるが、そうでないこともある。すなわち、通常の離散位相を備える整数についての数え上げ測度は局所有限であるが、通常のボレル位相を備える実数直線上の数え上げ測度は局所有限ではない。